# اولدکسل، چشر
اولدکسل (به انگلیسی: Oldcastle) یک روستا و محله مدنی در بریتانیا است که در Cheshire West and Chester واقع شده‌است. اولدکسل ۵۴ نفر جمعیت دارد.